# A casa de Alice
A Casa de Alice (en español: La casa de Alice) es una película dramática brasileña dirigida por Chico Teixeira. La película se estrenó en 2007 en el Festival Internacional de Cine de Berlín y fue galardonada con el Gran Premio del Festival de Cine de Cabourg.

## Trama
Alice (Carla Ribas) es una manicura de unos 40 años que se ha estancado en la vida. Vive en las afueras de São Paulo con su marido y sus tres hijos. Junto a su familia, intenta vivir la vida lo mejor que puede mientras lidia con los problemas cotidianos. Alice sabe que su marido sale con otras mujeres, pero no le da importancia porque también sale con otros hombres.

## Elenco
- Carla Ribas - Alicia
- Zecarlos Machado - Lindomar
- Luciano Quirino - Nilson
- Vinicius Zinn - Lucas
- Claudio Jaborandy - Ivanildo
- Berta Zemel - Señora Jacira
- Ricardo Vilaca - Edinho
- Felipe Massuia - Junior
- Mariana Leighton - Thais
- Renata Zhaneta - Carmen
- Elias Andreato - El señor Gabriel

## Recepción
La película se estrenó en 2007 en la sección Panorama del Festival Internacional de Cine de Berlín. Fue galardonada con el Gran Premio del Festival de Cine de Cabourg.